# Schweizerische Gesellschaft für Gesundheitspolitik
Die Schweizerische Gesellschaft für Gesundheitspolitik (SGGP) ist ein 1976 gegründeter Verein, der sich als unabhängige Plattform bezüglich der Gesundheitspolitik und das Gesundheitswesens versteht. Die SGGP ist Mitglied der Schweizerischen Arbeitsgemeinschaft für Patientinnen- und Patienteninteressen SAPI.

## Ziele
Der Verein setzt sich dafür ein,
- dass das Gesundheitswesen als Gesamtheit gesehen und behandelt wird
- dass grundsätzliche, übergeordnete und mittel- und langfristige Probleme frühzeitig angegangen werden
- dass gesundheitspolitische Gesichtspunkte in den anderen Sektoren unseres öffentlichen Lebens vermehrt berücksichtigt werden
- die Selbstverantwortung und die Privatinitiative wichtige Bestandteile der Gesundheitspolitik bleiben
- dass Massnahmen zur Qualitätsförderung zu einem wichtigen Bestandteil der Gesundheitspolitik werden
- dass die Meinungen, Interessen und Rechte der Patienten sowie der Öffentlichkeit angemessen berücksichtigt werden
- dass notwendige Reformen und Neuerungen rechtzeitig eingeführt werden
- dass die für das Gesundheitssystem verwendeten Mittel effektiv und rationell eingesetzt werden.

## Mitglieder
Die SGGP hat rund 1050 Einzel-, Kollektiv- und Gönnermitglieder. 41 % der Einzelmitglieder sind Frauen. Die Mitgliedschaft steht jeder Person oder Institution offen, die sich für das Gesundheitswesen interessiert. Die Geschäftsstelle ist in Bern.

## Zentralvorstand
Der Zentralvorstand besteht aus 17 Mitgliedern, darunter:
- Präsident: Jean-François Steiert
- Vizepräsidenten: Philippe Lehmann, Yvonne Ribi und Regine Sauter.
- Geschäftsführer: Charles Giroud

## Gesundheitspolitische Informationen GPI
Dieses vierteljährliche Informationsorgan erscheint seit 1977 im Umfang von rund 45 Seiten. Die Redaktion wertet systematisch Fachbücher und -zeitschriften, Tages- und Wochenzeitungen sowie das Internet aus. Die Themen umfassen das gesamte Gesundheitswesen in der Schweiz und in ausgewählten Ländern.

## Schriftenreihe
Bis September  2019 sind in der SGGP-Schriftenreihe 136 Bände zum schweizerischen Gesundheitssystem und zu gesundheitspolitischen und gesundheitsökonomischen Fragen allgemein erschienen.

## Tagungen
Die SGGP veranstaltet regelmässig nationale und regionale Tagungen, seit 1976 über 240.